# Chinciuș
Chinciuș [ˈcint͡ʃiu⁠ʃ] (veraltet Chinciș; deutsch Schatzberg, ungarisch Kincses) ist ein Dorf der Gemeinde Adămuș im Kreis Mureș in der Region Siebenbürgen in Rumänien.
Der Ort ist auch unter der veralteten Bezeichnung Chinceș, der ungarischen Kincsedújvár und der deutschen Reichesdorf bekannt.

## Geographische Lage

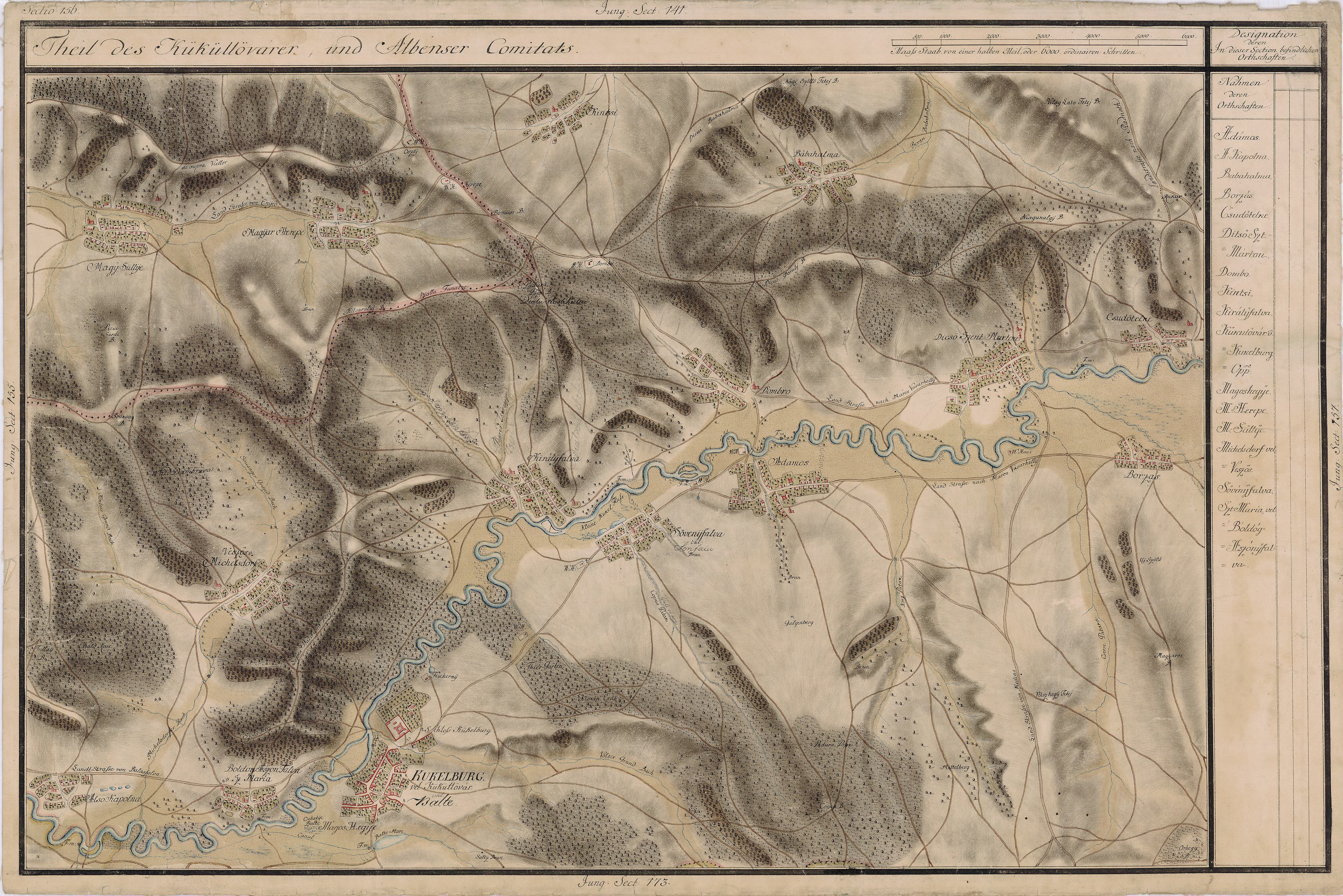
Kintzi (Chinciș) in der Josephinischen Landaufnahme von 1769 bis 1773

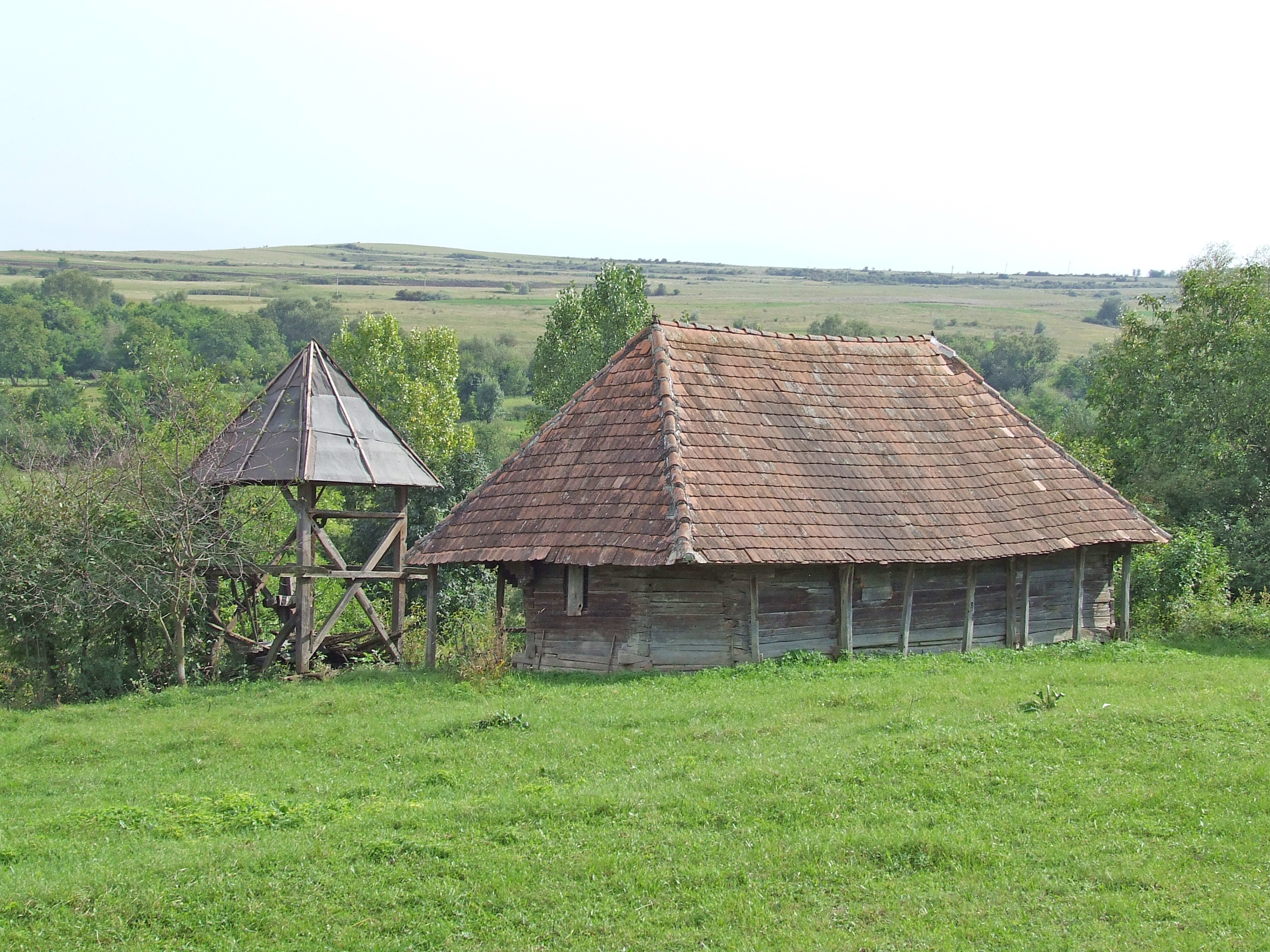
Holzkirche in Chinciș

Das Dorf Chinciuș liegt am Bach Șeulia – ein linker Zufluss des Mureș (Mieresch) – an der Dorfstraße (drum comunal) DC 83 etwa 20 Kilometer nordwestlich vom Gemeindezentrum entfernt.

## Geschichte
Der Ort Chinciuș wurde erstmals 1439 urkundlich erwähnt. 1910 hatte es 613, 1992 40 und 2002 noch 17 rumänische Einwohner. Bis 1919 gehörte es zum Komitat Klein-Kokelburg.
Laut der Volkszählung von 2021 gibt es in diesem Ort keine Einwohner mehr.

## Sehenswürdigkeiten
- Die rumänisch orthodoxe Holzkirche Sf. Arhangheli im 18. Jahrhundert errichtet, steht unter Denkmalschutz.[5][6]

## Nachweise
1. 1 2  Volkszählung in Rumänien 2021 bei citypopulation.de, abgerufen am 10. September 2023.
2. ↑  Chinciuş auf arcanum.com, abgerufen am 4. März 2023
3. ↑  Heinz Heltmann, Gustav Servatius (Hrsg.): Reisehandbuch Siebenbürgen. Kraft, Würzburg 1993, ISBN 3-8083-2019-2, S. 517.
4. ↑  Varga E. Árpád: Volkszählungen 1850–2002 in Siebenbürgen bei kia.hu, letzte Aktualisierung 2. November 2008 (PDF; 1,1 MB; ungarisch).
5. ↑  Liste historischer Denkmäler des rumänischen Kulturministeriums, 2015 aktualisiert (PDF; 12,7 MB; rumänisch)
6. ↑  Angaben zur Holzkirche in Chinciuș bei biserici.org, abgerufen am 4. März 2023 (rumänisch).